# Bosbeek (Geulle)
De Bosbeek is een beek in Nederlands Zuid-Limburg in de gemeente Meerssen. De beek ligt bij Geulle op de rechteroever van de Maas en heeft een lengte van ongeveer 1,2 kilometer.
Ongeveer 200 meter noordoostelijker stroomt de Leukderbeek en op ongeveer 300 meter zuidwestelijker stroomt de Berghorstbeek.

## Ligging
De beek ligt op de westelijke helling van het Centraal Plateau in de overgang naar het Maasdal. De twee bronnen van de beek liggen in het Bunderbos op de helling ten zuidwesten van Moorveld en ten oosten van Oostbroek. Vanaf de zuidoostelijke bron stroomt de beek in noordwestelijke richting, vloeit onderweg samen met een tak die vanuit het noordoosten komt en gaat aan de rand van het hellingbos onder de spoorlijn Maastricht - Venlo door. In Oostbroek gaat de beek onder de straat Oostbroek door, waarna ze in zuidwestelijke richting afbuigt. Na 250 meter maakt de beek een bocht en stroomt vervolgens in noordelijke richting om na ongeveer 500 meter uit te monden in de Heiligenbeek. De Heiligenbeek mondt ongeveer 135 meter verder uit in de Verlegde Broekgraaf, die op haar beurt bij Kasteel Geulle samenvloeit met de Molenbeek en de Zandbeek om de Oude Broekgraaf te vormen die uiteindelijk in de Maas uitmondt.

## Geologie
De Bosbeek ontspringt ten zuiden van de Geullebreuk op een hoogte van respectievelijk ongeveer 73 en 63 meter boven NAP. Op deze hoogte dagzoomt klei uit het Laagpakket van Kleine-Spouwen dat in de bodem een ondoorlatende laag vormt, waardoor het grondwater op deze hoogte uitstroomt.